# Ladislav Ilčić
Ladislav Ilčić (ur. 4 sierpnia 1970 w Varaždinie) – chorwacki polityk, skrzypek i działacz społeczny, parlamentarzysta, lider partii Hrast, poseł do Parlamentu Europejskiego IX kadencji.

## Życiorys
Ukończył akademię muzyczną afiliowaną przy Uniwersytecie w Zagrzebiu, specjalizując się w grze na skrzypcach. Dołączył do stałego zespołu orkiestry symfonicznej państwowego nadawcy radiowo-telewizyjnego HRT. W 2006 współtworzył, a w 2008 został przewodniczącym organizacji działającej na rzecz dzieci „GROZD”. Został także prowadzącym kursy przedmałżeńskie. Był jednym z inicjatorów masowej akcji zbierania podpisów poparcia dla praw człowieka zawartych w powszechnej deklaracji praw człowieka.
Został później przewodniczącym konserwatywnego ugrupowania Hrast. Otwierał listę tej partii w wyborach europejskich w 2013. W kolejnych wyborach do PE w 2014 również bez powodzenia kandydował z ramienia skupiającego prawicowe ugrupowania Sojuszu na rzecz Chorwacji.
Wprowadził następnie swoją partię do Koalicji Patriotycznej powstałej wokół Chorwackiej Wspólnoty Demokratycznej. Z jej listy w wyborach w 2015 uzyskał mandat posła do Zgromadzenia Chorwackiego. W chorwackim parlamencie zasiadał do 2016. Nie odnosił później sukcesów wyborczych w ramach komitetów organizowanych przez ugrupowania prawicowe. W lipcu 2021 wszedł natomiast w skład Parlamentu Europejskiego IX kadencji, zastępując w nim Ružę Tomašić.